# Aleksandra Petrovna Lanskaja
Aleksandra Petrovna Lanskaja, (in russo Александра Петровна Ланская? (1845 – 1919), è stata una nobildonna russa.

## Biografia
Era la figlia maggiore di Natal'ja Nikolaevna Gončarova, e del suo secondo marito, Pëtr Petrovič Lanskoj.

## Matrimonio
Sposò, nel 1866, l'ufficiale Ivan Andreevič Arapov (1844-1913), figlio illegittimo dello zar Nicola I e di una damigella d'onore. Ebbero tre figli:
- Elizaveta (1867-?)
- Petr (1871-1930)
- Andreij  (1872-1918)

Alla fine del 1917, accolse la sorella che era stata lasciata senza mezzi di sussistenza.

## Morte
Morì nel 1919.